# حارة الصبيحة (جعار)

تعديل مصدري - تعديل

حارة الصبيحة هي إحدى حارات حي قاسم عبد الله بمدينة جعار التابعة لمحافظة أبين، بلغ تعداد سكانها 1214 نسمة حسب تعداد اليمن لعام 2004.